# San Francisco del Mar
San Francisco del Mar è un comune del Messico, situato nello stato di Oaxaca.